# أبوسوم ألروغ رباعي العيون
أبوسوم ألروغ رباعي العيون (الاسم العلمي:Philander olrogi)، هو نوع من الأبوسوم يتواجد في شرق بوليفيا.